# Détention à domicile
 (décembre 2012).
Si vous disposez d'ouvrages ou d'articles de référence ou si vous connaissez des sites web de qualité traitant du thème abordé ici, merci de compléter l'article en donnant les références utiles à sa vérifiabilité et en les liant à la section « Notes et références ».
La détention à domicile désigne l'ensemble des dispositifs de surveillance électronique qui consistent à imposer aux personnes condamnées ou prévenues le respect de l'interdiction de sortie du domicile selon des horaires préalablement fixés par l'autorité de jugement. En France, ces dispositifs trouvent à s'appliquer soit sous la forme d'un aménagement d'une peine d'emprisonnement, soit sous la forme d'une assignation à domicile sous surveillance électronique - la première forme concernant les condamnés à une peine de prison dont le quantum ou le reliquat est inférieur ou égal à deux années, la seconde ayant trait aux prévenus.

## Description
Le principe des régimes de détention à domicile est d'offrir une alternative à l'incarcération proprement dite, afin de lutter contre la surpopulation carcérale, les effets désocialisants de la prison, le coût inflationniste de l'entretien d'un établissement pénitentiaire et la récidive. 
Les travaux de Jean-Charles Froment, de Tony Ferri et de Marie-Sophie Devresse sur ces questions de détention à domicile apportent un éclairage sur les mutations des pénalités contemporaines engendrées par l'instauration, en France, à compter de 1997, du Placement sous surveillance électronique, et, à compter de 2005, du Placement sous surveillance électronique mobile.
La Détention à domicile, s’exécutant sous la forme des dispositifs de Placement sous surveillance électronique, revêt, selon certains auteurs, l’aspect du panoptique : « Au cours de notre recherche, nous avons également souligné, en tentant d'en exposer les raisons, combien la première des caractéristiques propres à la surveillance électronique tenait à sa dimension fondamentalement panoptique (...) Nous avons vu que c'est en sortant du modèle strictement géométrique de la surface plane et du croquis, et en moulant de nouveaux dispositifs de contrôle dans des systèmes électroniques que l'idée du panoptique trouvait le mieux ses perspectives de réalisation. Car il appert que le dispositif de surveillance électronique n'obéit pas seulement aux règles du plan cartésien, mais (...) ressortit fondamentalement à un fonctionnement programmatique destiné à permettre, non pas seulement la localisation spatio-temporelle d'un individu dans un lieu donné, mais avant tout le repérage imperceptible, à distance, des déplacements qu'un individu est amené à effectuer, à l'intérieur de territoires théoriquement vastes : ce dispositif n'est réalisable que s'il trouve à s'encadrer dans un schéma, non pas seulement géométrique, mais essentiellement informatique et numérique, favorisant jusqu'à la récolte et l'enregistrement de données personnelles ».